# Anna de Clèveris
|  | Per a altres significats, vegeu «Anna de Clèveris (nascuda el 1552)». |

Anna de Clèveris (en alemany: Anna von Kleve), reina consort d'Anglaterra, quarta esposa d'Enric VIII d'Anglaterra. Va néixer a la ciutat de Düsseldorf, el 22 de setembre de 1515, essent la segona dels quatre fills de Joan III, duc de Clèveris, i de Maria de Jülich-Berg, hereva dels ducats de Jülich, Berg i Ravensberg.
Essent el duc de Clèveris aliat dels prínceps protestants, Enric VIII d'Anglaterra necessitava una aliança amb ell. En aquells anys, semblava que França i el Sacre Imperi Romanogermànic, les dues principals potències catòliques, tenien la possibilitat d'unir-se i fer front a l'Anglaterra protestant. El canceller del rei, Thomas Cromwell, vicari general de l’Església anglicana, va negociar aquest casament.
Se li va encarregar a l'artista Hans Holbein el Jove un retrat d'Anna, i Enric es va mostrar satisfet amb el resultat, que no reflectia prou la realitat d'una dona alta i corpulenta, el rostre de la qual mostrava les cicatrius cutànies d'haver patit la verola. Enric VIII no es va sentir satisfet amb l'arribada d'Anna a Anglaterra, però es van casar el 6 de gener de 1540 al Palau de Placentia, a Greenwich, prop de Londres.
El matrimoni es va anul·lar el 9 de juliol de 1540 i Anna va ser compensada amb diverses propietats, inclòs el castell d'Hever, pertanyent a la família de la seva segona esposa, Anna Bolena.
Convertida en princesa d'Anglaterra, Enric li atorgà el títol de "La seva Gràcia la Germana del Rei". Anna va romandre a Anglaterra durant la resta de la seva vida, i no es va casar mai, o si més no, no se'n té constància.
Va ser l'última de les sis esposes d'Enric VIII a morir, a Londres, el 16 de juliol de 1557, essent sepultada en l'abadia de Westminster. Al final dels seus dies es va reconvertir al catolicisme seguint els consells de la filla del seu espòs, Maria Tudor.